# Serie A 1994/1995
Soutěžní ročník Serie A 1994/95 byl 93. ročník nejvyšší italské fotbalové ligy a 63. ročník od založení Serie A. Soutěž začala 4. září 1994 a skončila 4. června 1995. Účastnilo se jí opět 18 týmů z toho 14 se kvalifikovalo z minulého ročníku. Poslední čtyři týmy předchozího ročníku, jimiž byli Piacenza FC, Udinese Calcio, Atalanta BC a poslední tým ročníku - US Lecce, sestoupily do druhé ligy. Opačným směrem putovali čtyři týmy, jimiž byli AC Fiorentina (vítěz druhé ligy), AS Bari, Brescia Calcio a Calcio Padova.
Titul v soutěži obhajoval klub Milán AC, který v minulém ročníku získal své 14. prvenství v soutěži a třetí v řadě.
Poprvé v historii se hrálo bodovým systémem 3-1-0. Sezonu vyhrál klub Juventus FC, titul věnoval svému nadějnému hráči Andrea Fortunato který zemřel 25. dubna roku 1995 na leukemii.

## Přestupy hráčů
| Jméno               | odkud                    | kam                      |  |
| ------------------- | ------------------------ | ------------------------ |  |
| Ruud Gullit         | UC Sampdoria             | Milán AC                 |  |
| Jean-Pierre Papin   | Milán AC                 | Bayern Mnichov           |  |
| Giovane Élber       | Milán AC                 | VfB Stuttgart            |  |
| Brian Laudrup       | Milán AC                 | Glasgow Rangers          |  |
| Didier Deschamps    | Olympique de Marseille   | Juventus FC              |  |
| Paulo Sousa         | Sporting Lisabon         | Juventus FC              |  |
| Ciro Ferrara        | SSC Neapol               | Juventus FC              |  |
| Andreas Möller      | Juventus FC              | Borussia Dortmund        |  |
| Dino Baggio         | Juventus FC              | AC Parma                 |  |
| Júlio Silva         | Juventus FC              | Borussia Dortmund        |  |
| Gianluca Pagliuca   | UC Sampdoria             | FC Inter Milán           |  |
| Walter Zenga        | FC Inter Milán           | UC Sampdoria             |  |
| Salvatore Schillaci | FC Inter Milán           | Júbilo Iwata             |  |
| Daniel Fonseca      | SSC Neapol               | AS Řím                   |  |
| Siniša Mihajlović   | AS Řím                   | UC Sampdoria             |  |
| Thomas Häßler       | AS Řím                   | Karlsruher SC            |  |
| Gheorghe Hagi       | Brescia Calcio           | FC Barcelona             |  |
| Fernando Couto      | FC Porto                 | AC Parma                 |  |
| Stefano Fiore       | Cosenza Calcio 1914      | AC Parma                 |  |
| Dan Petrescu        | Janov 1893               | Sheffield Wednesday FC   |  |
| Jocelyn Angloma     | Olympique de Marseille   | Turín Calcio             |  |
| Abédi Pelé          | Olympique Lyon           | Turín Calcio             |  |
| Alexi Lalas         | ?                        | Calcio Padova            |  |
| Rui Costa           | Benfica Lisabon          | AC Fiorentina            |  |
| Márcio Santos       | FC Girondins de Bordeaux | AC Fiorentina            |  |
| Stefan Effenberg    | AC Fiorentina            | Borussia Mönchengladbach |  |
| Jorge Paulo Futre   | Olympique de Marseille   | AC Reggiana              |  |

## Složení ligy v tomto ročníku
| Klub            | Město     | Stadión                   | Kapacita | Trenér                                                                              | 1993/94          |
| --------------- | --------- | ------------------------- | -------- | ----------------------------------------------------------------------------------- | ---------------- |
| AS Bari         | Bari      | Stadio San Nicola         | 58 270   | Giuseppe Materazzi                                                                  | Serie B          |
| Brescia Calcio  | Brescia   | Stadio Mario Rigamonti    | 22 900   | Adelio Moro + Mircea Lucescu (do 20. kola) Luigi Maifredi (do 26. kola) Adelio Moro | Serie B          |
| Cagliari Calcio | Cagliari  | Stadio Sant'Elia          | 40 900   | Angelo Pereni + Óscar Tabárez                                                       | 12.              |
| US Cremonese    | Cremona   | Stadio Giovanni Zini      | 20 600   | Luigi Simoni                                                                        | 10.              |
| AC Fiorentina   | Florencie | Stadio Artemio Franchi    | 46 000   | Claudio Ranieri                                                                     | Serie B          |
| Foggia Calcio   | Foggia    | Stadio Pino Zaccheria     | 25 800   | Enrico Catuzzi                                                                      | 9.               |
| Janov 1893      | Janov     | Stadio Luigi Ferraris     | 40 000   | Franco Scoglio (do 10. kola) Giuseppe Marchioro (do 24. kola) Claudio Maselli       | 11.              |
| UC Sampdoria    | Janov     | Stadio Luigi Ferraris     | 40 000   | Sergio Santarini + Sven-Göran Eriksson                                              | Bronzová medaile |
| Milán AC        | Milán     | Stadio Giuseppe Meazza    | 85 700   | Fabio Capello                                                                       |                  |
| FC Inter Milán  | Milán     | Stadio Giuseppe Meazza    | 85 700   | Ottavio Bianchi                                                                     | 13.              |
| SSC Neapol      | Neapol    | Stadio San Paolo          | 76 800   | Vincenzo Guerini (do 6. kola) Cané + Vujadin Boškov                                 | 6.               |
| Calcio Padova   | Padova    | Stadio Euganeo            | 48 800   | Mauro Sandreani                                                                     | Serie B          |
| AC Parma        | Parma     | Stadio Ennio Tardini      | 36 725   | Nevio Scala                                                                         | 5.               |
| AC Reggiana     | Piacenza  | Stadio comunale Mirabello | 15 000   | Giuseppe Marchioro (do 6. kola) Enzo Ferrari (do 31. kola) Cesare Vitale            | 14.              |
| AS Řím          | Řím       | Stadio Olimpico           | 82 900   | Carlo Mazzone                                                                       | 7.               |
| SS Lazio        | Řím       | Stadio Olimpico           | 82 900   | Zdeněk Zeman                                                                        | 4.               |
| Juventus FC     | Turín     | Stadio delle Alpi         | 77 500   | Marcello Lippi                                                                      | Stříbrná medaile |
| Turín Calcio    | Turín     | Stadio delle Alpi         | 77 500   | Rosario Rampanti (do 3. kola) Lido Vieri (do 4. kola) Nedo Sonetti                  | 8.               |

## Tabulka
| Poř. | Tým             | Z  | V  | R  | P  | VG | OG | B  |
| ---- | --------------- | -- | -- | -- | -- | -- | -- | -- |
| 1.   | Juventus FC     | 34 | 23 | 4  | 7  | 59 | 32 | 73 |
| 2.   | SS Lazio        | 34 | 19 | 6  | 9  | 69 | 34 | 63 |
| 3.   | AC Parma        | 34 | 18 | 9  | 7  | 51 | 31 | 63 |
| 4.   | Milán AC        | 34 | 17 | 9  | 8  | 53 | 32 | 60 |
| 5.   | AS Řím          | 34 | 16 | 11 | 7  | 46 | 25 | 59 |
| 6.   | FC Inter Milán  | 34 | 14 | 10 | 10 | 39 | 34 | 52 |
| 7.   | SSC Neapol      | 34 | 13 | 12 | 9  | 40 | 45 | 51 |
| 8.   | UC Sampdoria    | 34 | 13 | 11 | 10 | 51 | 37 | 50 |
| 9.   | Cagliari Calcio | 34 | 13 | 10 | 11 | 40 | 39 | 49 |
| 10.  | AC Fiorentina   | 34 | 12 | 11 | 11 | 61 | 57 | 47 |
| 11.  | Turín Calcio    | 34 | 12 | 9  | 13 | 44 | 48 | 45 |
| 12.  | AS Bari         | 34 | 12 | 8  | 14 | 40 | 43 | 44 |
| 13.  | US Cremonese    | 34 | 11 | 8  | 15 | 35 | 38 | 41 |
| 14.  | Calcio Padova   | 34 | 12 | 4  | 18 | 37 | 58 | 40 |
| 15.  | Janov 1893      | 34 | 10 | 10 | 14 | 34 | 49 | 40 |
| 16.  | Foggia Calcio   | 34 | 8  | 10 | 16 | 32 | 50 | 34 |
| 17.  | AC Reggiana     | 34 | 4  | 6  | 24 | 24 | 56 | 18 |
| 18.  | Brescia Calcio  | 34 | 2  | 6  | 26 | 18 | 65 | 12 |

Poznámky
- Z = Odehrané zápasy; V = Vítězství; R = Remízy; P = Prohry; VG = Vstřelené góly; OG = Obdržené góly; B = Body
- za výhru 3 body, za remízu 1 bod, za prohru 0 bodů.
- kluby Calcio Padova a Janov 1893 sehrály utkání o setrvání v lize (1:1 na penalty 5:4)

|  | Přímý postup do Ligy mistrů 1995/96 |
|  | Přímý Postup do Poháru UEFA 1995/96 |
|  | Přímý postup do Poháru PVP 1995/96  |
|  | Sestup do Serie B 1995/96           |

## Střelecká listina
Nejlepším střelcem tohoto ročníku Serie A se stal argentinský útočník Gabriel Batistuta. Hráč AC Fiorentina vstřelil 26 branek.
| P.  | Nár        | Hráč                | Tým           | Branky |
| --- | ---------- | ------------------- | ------------- | ------ |
| 1.  | Argentina  | Gabriel Batistuta   | AC Fiorentina | 26     |
| 2.  | Argentina  | Abel Balbo          | AS Řím        | 22     |
| 3.  | Itálie     | Ruggiero Rizzitelli | Turín Calcio  | 19     |
| 3.  | Itálie     | Gianfranco Zola     | AC Parma      | 19     |
| 5.  | Itálie     | Giuseppe Signori    | SS Lazio      | 17     |
| 5.  | Itálie     | Marco Simone        | Milán AC      | 17     |
| 5.  | Nizozemsko | Sandro Tovalieri    | AS Bari       | 17     |
| 5.  | Itálie     | Gianluca Vialli     | Juventus FC   | 17     |
| 9.  | Itálie     | Fabrizio Ravanelli  | Juventus FC   | 15     |
| 10. | Itálie     | Enrico Chiesa       | US Cremonese  | 14     |

## Vítěz
| Serie A 1994/95 Juventus FC (23. titul) |